# اباندانس، هات-ساووی
اباندانس، هات-ساووی (به فرانسوی: Abondance, Haute-Savoie) یک کمون در فرانسه است که در Canton of Abondance واقع شده‌است.

## خصوصیات
اباندانس ۵۵٫۸۴ کیلومترمربع مساحت و ۱٬۴۷۶ نفر جمعیت دارد و ۹۳۰ متر بالاتر از سطح دریا واقع شده‌است.